# Ponoćni kauboj (1969.)
Ponoćni kauboj (eng. Midnight Cowboy) je drama  Johna Schlesingera iz 1969. snimljena prema istoimenom romanu Jamesa Lea Herlihyja, s  Dustinom Hoffmanom i  Jonom Voightom.

## Radnja
Film govori o mladom  Teksašaninu zvanom Joe Buck (Jon Voight), koji radi perući suđe u otrcanom restoranu. Želi napustiti restoran, rekavši kolegi s posla, "Zašto ja dovraga sjedim ovdje?". Kako film počinje, Joe se odijeva kao rodeo kauboj, pakira kofer i napušta posao. Odlazi u New York City u nadi da će voditi život kao muška prostitutka. Ljudima koje susreće kaže, "Nisam ja pravi kauboj, ali sam vraški pastuh!"
Joeova naivnost dolazi do izražaja po dolasku u New York gdje ubrzo izgubi svoj novac. Njegovi neuspješni pokušaji da postane angažiran kao "pastuh" za bogate žene postaju komični, ali i u isto vrijeme tužni. Naivni Joe upoznaje bogalja Enrica "Ratsa" Rizzoa (Dustin Hoffman), trećerazrednog varalicu koji s lakoćom prevari Joea za dvadeset dolara rekavši mu da će ga upoznati s poznatim svodnikom, za kojeg se na kraju ispostavlja da je religijski fanatik. Joe se daje u potjeru za Ratsom, ali ovaj je odavno pobjegao. Dok Joeov novac brzo nestaje, on u očaju pokuša spavati s drugim muškarcem, ali i taj se plan izjalovi.
Nakon što se Joe i Rizzo susreću drugi put, Joe je postao beskućnik, a spava u ponoćnim kinima i autobusnim postajama. Joe pretrese Ratsa i uzima mu svaki novčić koji ima, a ovaj mu iznenada ponudi pomoć, dijeleći s njim svoju "gajbu", stan u oskudnoj zgradi. Joe ga podiže i njih dvojica počinju "poslovnu" vezu, pomažući jedan drugom džeparenjem, krađom i daljnjim pokušajima da Joea unajme kao "pastuha".
Događaji iz Joeova života prepričavaju se kronološki, razasuti u flashbackovima. Kao dječak je bio u crkvi gdje je i kršten, od čega ima zastrašujuće uspomene, pa religiju povezuje s razočarenjem. Jedino dvoje ljudi koje je Joe volio bili su njegova baka Sally i njegova djevojka "Luda Annie". Baka ga je odgojila nakon što ga je napustila majka, ali ga je često ostavljala samog kako bi otišla sa svojim muškim prijateljima. (Jedan od njih, govedar zvan Woodsy Niles, bio je Joeova jedina očinska figura). Sally je umrla dok je Joe služio vojsku. Annie je bila promiskuitetna djevojka koja se promijenila kad je upoznala Joea, što nije dobro sjelo muškarcima iz njihovog rodnog grada. Nakon što su uhvaćeni kako vode ljubav u autu, Annie poslana u umobolnicu. Ostaje prisutna u Joeovim sjećanjima.
Ratsova priča dolazi većinom kroz stvari koje priča Joeu. Njegov otac bio je neuki čistač cipela koji je radio u podzemnoj željeznici, iskrivio kralježnicu i "iskašljao pluća udišući taj vosak svaki dan!" Ratso je od oca naučio laštiti cipele, ali je odbio slijediti njegov primjer iako mu je dječja paraliza obogaljila jednu nogu.
Joe i Ratso su potpuno sami jedan bez drugoga i među njima se javlja nepatvorena povezanost. Kad su se upoznali, Ratso je imao hripavac, a kako priča napreduje, njegovo zdravlje postaje sve lošije. Njegovi simptomi ukazuju na  tuberkulozu, ali Ratso odbija otići liječniku, govoreći da će biti dobro "čim stignem na  Floridu!" U međuvremenu uzima lijekove protiv kašlja.
U jednom trenutku bizarno odjeven par prilazi Joeu i Ratsou u zalogajnici i daju Joeu letak pozivajući ga na zabavu. Dvojica odlaze zajedno i ulaze na  warholovsku zabavu (s nekim od Warholovih superzvijezda u cameo ulogama). Naivni Joe popuši cijeli joint misleći da je cigareta, nakon čega uzima ponuđenu tabletu i počinje halucinirati. Odlazi sa zabave s otmjenom djevojkom (Vaccaro), dok ih prati Ratso koji pada niz stepenice, ali uvjeri ih da je u redu i odlazi sam.
Joe i djevojka pokušaju voditi ljubav, ali njega pogađa privremena impotencija. Nakon kratkog sna, počinju sastavljati slagalicu. Ona mu kaže da bi mogao biti homoseksualac, a zatim ga nastavlja dražiti. Joe konačno postiže erekciju i dvoje se upuštaju u grubi seks.
Nakon što se Joe vratio kući, Ratso je u krevetu, znojan i u groznici. Priznaje Joeu da ne može hodati. Joe želi odvesti Ratsoa liječniku, ali Ratso to čvrsto odbija, rekavši da ne želi završiti u bolnici Bellevue ili nekom još gorem mjestu. U međuvremenu, stanje mu se pogoršava. Prestrašeni Joe je odlučan u nakani da pomogne prijatelju i odlazi iz stana.
Joe uzima mušku mušteriju (Barnard Hughes), koji ga u zadnji čas pokušava odbiti s krivnjom. Joe se razjari nakon što mu mušterija umjesto novca da religijski medaljon, iako je rekao da mu treba novac. Pretuče i opljačka čovjeka, gurnuvši mu telefon u usta nakon što je pokušao pozvati pomoć.
Odlazeći u autobusu za Floridu, Joe se zaustavlja kako bi kupio novu odjeću za Ratsa i sebe i odbacuje svoju kaubojsku odjeću. Ratsovo stanje je očito ozbiljno. U jednom trenutku ugleda kako se pomokrio sam na sebe. Nakon što to kaže Joeu, ovaj se našali i oni se zajedno nasmiju. Po dolasku na Floridu, blizu Miamija, Joe počne pričati o njihovim planovima, samo kako bi shvatio da je Ratso umro sjedeći do njega.
Nakon što je rekao vozaču autobusa, vozač mu odvraća kako ne preostaje ništa drugo nego da ga ostavi tako dok ne dođu u Miami. U posljednjoj sceni zgroženi Joe sjeda pokraj svog mrtvog prijatelja, stavivši ruku oko njega, dok se nekoliko putnika ustaje i okreće u svojim sjedalima kako bi zurili.

## Glumci
- Dustin Hoffman - Enrico "Ratso" Rizzo
- Jon Voight - Joe Buck
- Sylvia Miles - Cass
- John McGiver - G. Daniel
- Brenda Vaccaro - Shirley
- Barnard Hughes - Towny

## Produkcija
Uvodne scene snimljene su u Big Springu, u Teksasu.
Za rečenicu "Hodam ovuda", koja se nalazi na 27. mjestu 100 najboljih filmskih citata Američkog filmskog instituta, često se kaže da je bila improvizirana, ali producent Jerome Hellman je to demantirao na dodacima na DVD izdanju filma. Taksi je vozio unajmljeni glumac tijekom snimanja, a produkcijski tim je to snimio tako da izgleda kao improvizacija. No, Hoffman je u emisiji Inside the Actors Studio rekao nešto drugo. Rekao je kako se scena snimala nekoliko puta jer se nisu mogli uskladiti sa semaforom kako se ne bi morali zaustavljati dok hodaju. U tom pokušaju tempiranje je bilo savršeno tako da se taksi pojavio niotkuda i umalo ih udario. Hoffman je htio reći "Snimamo film ovdje!" Ali od mozga od usta, izletjela je slavna rečenica.
Prije nego što se javio na audiciju za ovaj film, Hoffman je znao da bi ga njegov sveamerički izgled mogao stajati posla. Kako bi to dokazao, zamolio je direktora castinga da se nađe s njim na uglu ulice na Manhattanu. U međuvremenu se odjenuo kao beskućnik. Direktor je stigao na dogovoreni ugao i čekao, gotovo ne primijetivši "prosjaka" par metara od sebe koji je molio ljude za sitniš. Na kraju, prosjak mu je prišao i otkrio svoj pravi identitet.
Schlesinger je kao temu odabrao pjesmu "Everybody Talkin'" (koju je napisao Fred Neil, a izveo Harry Nilsson), a ona se javlja tijekom cijelog filma. (Od drugih pjesama koje su razmatrane, bila je tu Nilssonova vlastita "I Guess the Lord Must Be in New York City", "Cowboy" Randyja Newmana i navodno "Lay Lady Lay"  Boba Dylana. Pjesma "He Quit Me" također se našla na soundtracku, a napisao ju je Warren Zevon.

## Kontroverze
Scene seksa u ovom filmu 1969. su smatrane šokantnima. Prikazane su bile samo grudi i stražnjica, ali i zastrašujuće scene grupnog silovanja "Lude Annie" i Joea. Dok je Odbor za filmsku cenzuru bio spreman dati rejting R (mlađi od 17 godina samo uz pratnju roditelja ili odraslih), supredsjedatelj United Artistsa, Arthur Krim, inzistirao je na rejtingu X na nagovor psihijatra Aarona Sterna, koji je poslije postao službeni savjetnik Odbora. Ubrzo je postao prvi film koji je osvojio Oscara s rejtingom X. U to vrijeme rejting X još nije bio povezan s pornografskom industrijom.
Kasnije 1970. United Artists je spustio rejting na R, što je povećalo broj prikazivanja u kinima po ponovnom objavljivanju jer mnoga kina nisu htjela prikazivati filmove za odrasle, a novine ih nisu htjele reklamirati.
Neki moderni kritičari pretpostavljaju homoseksualni odnos između glavnih junaka, a domaćin dodjele Oscara 2006. Jon Stewart se našalio kako je Planina Brokeback natjecatelj za Oscara unatoč svojoj tematici, rekavši "Prošlo je 35 godina od kada su ljudi gledali Ponoćnog kauboja i pitali se 'O čemu se tu dovraga radi?' A sada imamo potpuno prihvaćen novi filmski žanr: gay vesterne!"

## Nagrade
Film je osvojio Oscare za  najbolji film,  najboljeg redatelja i najbolji adaptirani scenarij. To je jedini film s rejtingom X koji je osvojio Oscara u bilo kojoj kategoriji. I Hoffman i Voight su bili nominirani za najboljeg glumca.
Film je osvojio šest BAFTA nagrada.

## Vanjske poveznice
- Službena stranica
- Ponoćni kauboj u internetskoj bazi filmova IMDb-a